# Украинцы в Финляндии

Герб общества «Украинцы Финляндии»

Украинцы в Финляндии (укр. Українці у Фінляндії, фин. Suomen ukrainalaiset) — одна из этнических общин на территории Финляндии, сформировавшаяся преимущественно в новейшее время, численность которой составляет около 5 000 человек украинского происхождения.

## История и численность
Украинская диаспора в Финляндии является относительно молодой, малочисленной, но сплоченной: она сформировалась в основном за счет эмиграции и насчитывает около пяти тысяч человек. По состоянию на 31 декабря 2016 на территории Финляндии постоянно проживает также около 3 тыс. граждан Украины. Местами компактного проживания украинцев являются города Хельсинки, Турку, Сало, Тампере, Йювяскюля, Оулу. Со стороны финского общества отмечается наличие активной социальной и политической позиции украинской диаспоры.
В 2019 году, по данным Миграционной службы Финляндии, число украинцев, нанятых на работу напрямую финскими предприятиями, превзошло число рабочих из Эстонии и составило 1800 человек. Тысячи украинцев приезжают ежегодно в Финляндию на сезонные работы (в 2017 году только на сбор клубники приехало 9 тысяч граждан Украины).

## Украинские организации
В 1997 году в Хельсинки было основано «Общество украинцев в Финляндии». Основным направлением работы Общества является объединение между собой украинцев, распространение украинской культуры в стране проживания, поддержка украинского языка. С целью популяризации украинского языка и культуры в 2014 году Обществом создан Украинский театр. В январе 2016 года в Хельсинки начала работу Украинская воскресная школа «Радуга». Ознакомлению финского общества с украинским культурным достоянием способствует Украинский киноклуб, в рамках которого демонстрируются украинские фильмы, как классические, так и современные.
В 2009 году в Турку было основано общество «Украинцы Финляндии», а в 2016 году общество совместно с мэрией Турку открыли, на официальных началах, класс по изучению украинского языка и культуры для детей школьного возраста Турку и региона Турку. Общество представляет украинцев, постоянно проживающих в Финляндии, занимается сохранением украинской культуры, распространением знаний об Украине. В состав Общества входят как украинцы, так и финны из разных городов Финляндии. В рамках Общества действует, помимо класса по изучению украинского языка и культуры, спортивная секция.
В 2016 году в Тампере было организовано «Общество украинцев в Тампере». Активно работает также Международный украинский культурный центр.

## Культура

### Международный украинский культурный центр
Международный украинский культурный центр был основан в январе 1998 года в финском городе Тампере с целью популяризации культурного достояния украинского народа, ознакомления финской общественности с традициями, историей, культурой и искусством Украины.
В течение более 15 лет деятельности Международный украинский культурный центр организовал 38 гастрольных туров украинских творческих коллективов, которые дали более 700 концертов во всех регионах Финляндии. Бандуру, свирель, кобзу, цимбалы и лучшие украинские песни были услышаны в более 350 городах Финляндии от Хельсинки на юге до Киттиля в Лапландии, от Пиетарсаари на западе до Иматры на востоке. Трижды украинские артисты выступали на Аландских островах.
Концерты украинских артистов проходили как на больших и известных сценах Финляндии, таких как Музыкальный центр Куопио, Дворец концертов и конгрессов Микаэле в Миккели, Дворец народного творчества в Каустинени, так и в маленьких залах Савонранты, Тойвакки, Еурайоки, Пялькане и других городах. Украинская духовная и хоровая музыка звучала в церквях и соборах Финляндии. А веселые народные и казачьи песни неоднократно выполнялись на летних фестивалях и ярмарках страны. Украинские артисты выступали на таких фестивалях как Kihaus Folk Festival, Haapavessi Folk, Sata-Häme Soi и многих других. За период десятилетней концертной деятельности украинские артисты стали долгожданными гостями финских школ и домов престарелых. Каждый третий концерт, организованный Международным Украинским Культурным Центром в Финляндии проводится для школьников.
Украинское народное творчество и декоративно-прикладное искусство были представлены на выставках, организованных Украинским Культурным Центром и проведенных в разных городах Финляндии. Украинская керамика, народная вышивка, современная графика — далеко не полный перечень тех экспозиций, с которыми была ознакомлена финская общественность.